# كريم عزقول
كريم عزقول هو دبلوماسي وفيلسوف لبناني وُلد في راشيا في لبنان في 15 يوليو 1915،  شارك في الكتابة الأصلية للإعلان العالمي لحقوق الإنسان.

## الحياة الشخصية
تزوج عزقول من إيفا كوري في عام 1947،  وأنجبا أبن وأبنه، أبنهما هو جاد عزقول عازف الجيتار الكلاسيكي ذو الشهرة العالمية،  وقد توفيت زوجته إيفا في 2003 وتوفي كريم بعدها بأسبوع واحد.

## التعليم
التحق أزكول بجامعة القديس يوسف في بيروت، ثم في جامعات باريس وبرلين وبون وميونيخ.

## سيرته
كان عزقول أستاذاً للتاريخ والأدب العربي والفرنسي والفلسفة في كليات مختلفة في لبنان من 1939 إلى 1946، وكان مدير دار نشر عربية ومراجعة شهرية للعالم العربي في بيروت في الفترة من 1943 إلى 1945.
وكان ممثل لبنان في محادثات الأمم المتحدة حول حقوق الإنسان وقت إنشائها،  حيث عمل عن كثب إلى جانب تشارلز مالك،  وكان مقرر لجنة الإبادة الجماعية في عام 1948، وكان القائم بأعمال المندوب الدائم لدى الأمم المتحدة من 1950 إلى 1953، ورئيس قسم شؤون الأمم المتحدة (وزارة خارجية لبنان) من 1953 إلى 1957.
في 10 نوفمبر 1950 تم تصويره في إذاعة الأمم المتحدة إلى جانب رينيه كاسين وجورج داي وهيرالد سي روي، أثناء مشاركته في مناقشة عن البلدان الناطقة بالفرنسية. أصبح رئيس الوفد الدائم لدى الأمم المتحدة من 1957 إلى 1959،  وأعتمد الأمين العام للأمم المتحدة داغ همرشولد أوراقه في عام 1958.
كان عزقول القنصل العام للبنان في أستراليا ونيوزيلندا (1959-1961)، وسفيراً في غانا وغينيا ومالي (1961-1964)، وسفيراً في إيران وأفغانستان من 1964 إلى 1966.
كان كريم عزقول صحافياً في الفترة من 1966 إلى 1968 قبل أن يمارس التدريس كأستاذ للفلسفة في كلية بيروت للبنات من 1968 إلى 1972، وفي الفترة من 1970 إلى 1972 كان أستاذا للفلسفة في الجامعة اللبنانية. في عام 1978 كان رئيس تحرير مجلة The Joy of Knowledge (الموسوعة العربية) ومسؤولًا عن عشرة مجلدات فيها.
ظهر Azkoul كممثل في فيلم كامل بعنوان Le Voyage étranger من إنتاج Serge Roullet، الذي صدر في عام 1992. حيث لعب عزقول دور "Le viel homme" أو «الرجل العجوز».

## الجوائز والتقديرات
حصل عزقول على:
- وسام الأرز الوطني، لبنان
- وسام القبر المقدس، القدس
- وسام القديس مارك، الإسكندرية
- وسام النجم اللامع، جمهورية الصين
- وسام النجمة الجنوبية، البرازيل
- وسام القديس بطرس وبولس، دمشق.[2]

## المنشورات
العقل والإيمان في الإسلام (ألماني)، 1938. العقل في الإسلام (عربي)، 1946. الحرية (مؤلف مشارك)، 1956. حرية تكوين الجمعيات (الأمم المتحدة)، 1968 
ترجم إلى العربية: الضمير (نكرومة)، 1964. الفكر العربي في العصر الليبرالي (ألبرت حوراني)، 1969 

## روابط خارجية
- كريم عزقول على موقع IMDb (الإنجليزية)